# Filtro antipartículas

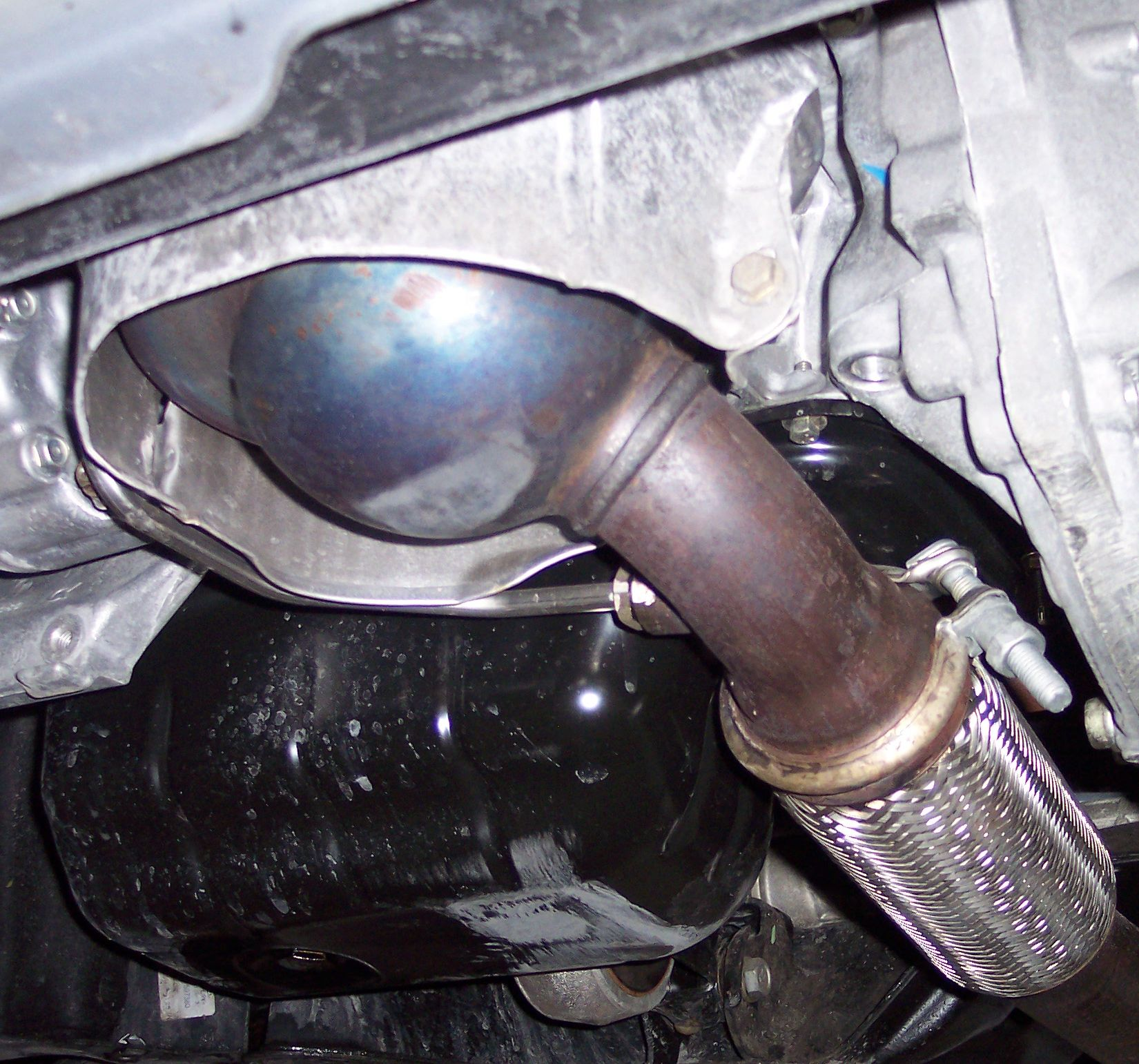
Un filtro antipartículas en un vehículo del Groupe PSA

El filtro antipartículas (abreviado FAP) es un filtro integrado en el convertidor catalítico que atrapa las partículas de carbono generadas en la combustión cuando pasa el gas de escape a partir de una determinada temperatura. El FAP suprime así las emisiones de partículas y de humos protegiendo el medio ambiente. Este componente lo suelen montar los motores diésel para cumplir con la normativa de consumos y emisiones, a partir de la norma Euro 5.
Con el filtro antipartículas se consigue capturar cerca del 99% de las partículas contaminantes en un filtro, y este, mediante calor (a altas revoluciones) y el agregado de un aditivo (dependiendo del fabricante) o de una postinyección, tanto en la cámara como en la entrada del '''FAP''', se regenera destruyendo las partículas.
Un vehículo propulsado por diésel, con un filtro instalado y operativo, no emitirá humo visible de su tubo de escape.
Según la utilización del vehículo, este filtro tiende a obstruirse por no realizar las regeneraciones correctamente. Una conducción eficaz evitará el tener que cambiar el filtro antipartículas.